# Соколов, Владимир Сергеевич (Герой Социалистического Труда)
Владимир Сергеевич Соколов (1930—2008) — советский инженер-конструктор и организатор промышленности. Главный инженер производственного объединения «Южмаш» МОМ СССР. Лауреат Ленинской премии (1970). Герой Социалистического Труда (1982).

## Биография
Родился 11 июля 1930 года в городе Ленинграде, с 1941 года семья переехала на Колыму и в Магадан. 
С 1949 по 1954 год проходил обучение в  Ленинградском военно-механическом институте. С 1954 по 1982 год, в течение двадцати восьми лет, работал на «Южном машиностроительном заводе» помощником мастера и мастером цеха, начальником отделения сборки хвостовых и рулевых отсеков ракет, начальником цеха, начальником производства космических аппаратов и заместителем главного инженера по производству.
С 1982 по 1987 год работал в должности главного инженера производственного объединения «Южмаш» Министерства общего машиностроения СССР. В. С. Соколов был участником изготовления первой  крупной баллистической ракеты Р-1, баллистической оперативно-тактической ракеты Р-2 и  жидкостной одноступенчатой баллистической ракеты  средней дальности Р-5 под руководством С. П. Королёва, принимал участие в создании и производстве ракетной и космической техники под руководством  В. Ф. Уткина и М. К. Янгеля. Под руководством и при непосредственном участии В. С. Соколова были изготовлены Днепропетровские спутники — «Космос»  и «Метеор». Был главным руководителем работ в ПО «Южмаш» по освоению новых технологических решений, в частности был организатором  лазерного способа обработки металлов на производстве.
В 1970 году Постановлением ЦК КПСС и Совета Министров СССР «за создание космической системы «Метеор»» Владимир Сергеевич Соколов был удостоен Ленинской премии.
12 августа 1976 года Указом Президиума Верховного Совета СССР «за успехи, достигнутые в создании новой техники» Владимир Сергеевич Соколов был награждён Орденом Ленина.
10 октября 1982 года «закрытым» Указом Президиума Верховного Совета СССР «за выдающиеся успехи, достигнутые в создании новой спецтехники» Владимир Сергеевич Соколов был удостоен звания Героя Социалистического Труда с вручением Ордена Ленина и золотой медали «Серп и Молот».
С 1987 года и до выхода на пенсию, В. С. Соколов работал в должности первого заместителя директора Днепропетровского научно-исследовательского института технологии машиностроения Особого конструкторского бюро «Южное». 
Скончался 29 августа 2008 года в Днепропетровске, похоронен на Запорожском кладбище.

## Награды
- Медаль «Серп и Молот» (10.10.1982)
- Орден Ленина (12.08.1976, 10.10.1982)
- Орден Трудового Красного Знамени (26.07.1966)
- Медаль «За трудовую доблесть» (17.06.1961)
- Медаль «За трудовое отличие» (26.06.1959)
- Медаль «В ознаменование 100-летия со дня рождения Владимира Ильича Ленина»

### Премии
- Ленинская премия (1970)